# Lyponia himalejica
Lyponia himalejica là một loài bọ cánh cứng trong họ Lycidae. Loài này được Bourgeois miêu tả khoa học năm 1885.